# Geo (autómárka)
A Geo egy amerikai autómárka volt, melyet a General Motors alapított a Chevrolet alosztályaként. Az 1989-ben alapított Geo feladata az volt, hogy modelljeivel segítsen a General Motorsnak felvenni a versenyt az 1980-as években nagy népszerűségnek örvendő, külföldről importált kisautókkal. Miután az 1990-es években a kis méretű autók iránti kereslet folyamatosan csökkenni kezdett, a márka az 1997-es modellévben megszűnt. A modellek gyártása ugyanakkor tovább folyt Chevrolet márkanév alatt. A legtovább a Suzuki Vitarán alapuló Tracker maradt fenn, a kisterepjárót 2004-ig gyártották.
A Geo modelljei a General Motors és három japán autógyár együttműködésének eredményeképp jöttek létre. A Geo Prizm a GM és a Toyota közös, NUMMI nevű üzemében készült, Fremontban, Kaliforniában, míg a Metro és a Tracker a Suzukival közös üzemben, a CAMI-ban került összeszerelésre, Ingersollban, Ontarióban. A Spectrum és a Storm nevű modellek nem Amerikában, hanem Japánban, az Isuzu gyárban készültek. A Metro nyitott tetejű változatai és a korai Trackerek szintén Japánban kerültek gyártásra, a Suzuki üzemeiben.

## Modellek

### Metro

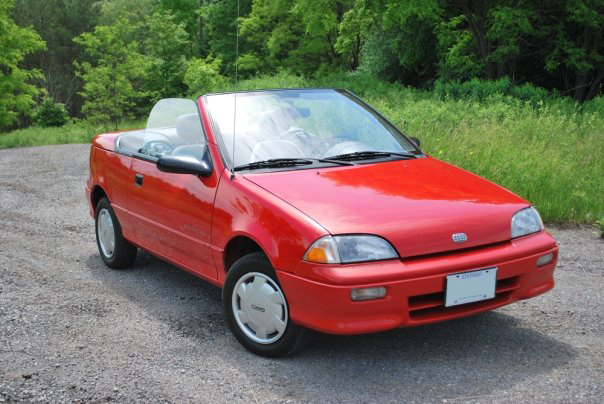
1992-es Geo Metro kabrió

A Geo Metro egy kiskategóriás autó, mely a Suzuki Swift alapjaira épült. Az autót 1989 és 2001 között gyártották. Az első generációban háromféle karosszériával volt elérhető a kocsi: három-, illetve ötajtós ferde hátú valamint négyajtós szedán változatban, de utóbbit csak a kanadai piacon lehetett kapni. 1990-ben megjelent a kabrió változat, de ezt mindössze 1993-ig gyártották. Az első generációs modellek közül ez volt az egyetlen, melyet légzsákkal szereltek. A Metrók XFi, Base valamint LSi felszereltségi szintben voltak rendelhetőek. Az XFi változat rendelkezett a leggyengébb motorral és ennek volt a legkedvezőbb a fogyasztása is, városban 5,3 liter, míg autópályán 4,9 liter benzint fogyasztott száz kilométeren. Ekkoriban mindegyik változat háromhengeres motorral készült és ötsebességes manuális valamint háromsebességes automata sebességváltóval volt elérhető. 1995-ben a Metro modellfrissítésen esett át, minek során modernebb külsőt kapott, megjelent egy új négyhengeres, 70 lóerős (52 kW) motor, alapfelszereltséggé vált a dupla légzsák és a választható extrák közé bekerült az ABS. Ugyanekkor az ötajtós ferde hátú helyén megjelent a négyajtós szedán variáns az amerikai piacon, az XFi felszereltségi szint pedig eltűnt a kínálatból. 1998-ban az akkor már Chevrolet márkanév alatt árult Metro egy utolsó modellfrissítésen esett át, mely során az autó jobb fényszórókat kapott és a négyhengeres benzinmotor is kisebb átalakításon esett át, melynek köszönhetően már 79 lóerő (59 kW) leadására volt képes. A 2000-es modellév volt az utolsó a ferde hátú Metro és a háromhengeres motor számára, 2001-ben pedig már a szedán változat is csak a flottavásárlók számára volt elérhető.

### Prizm

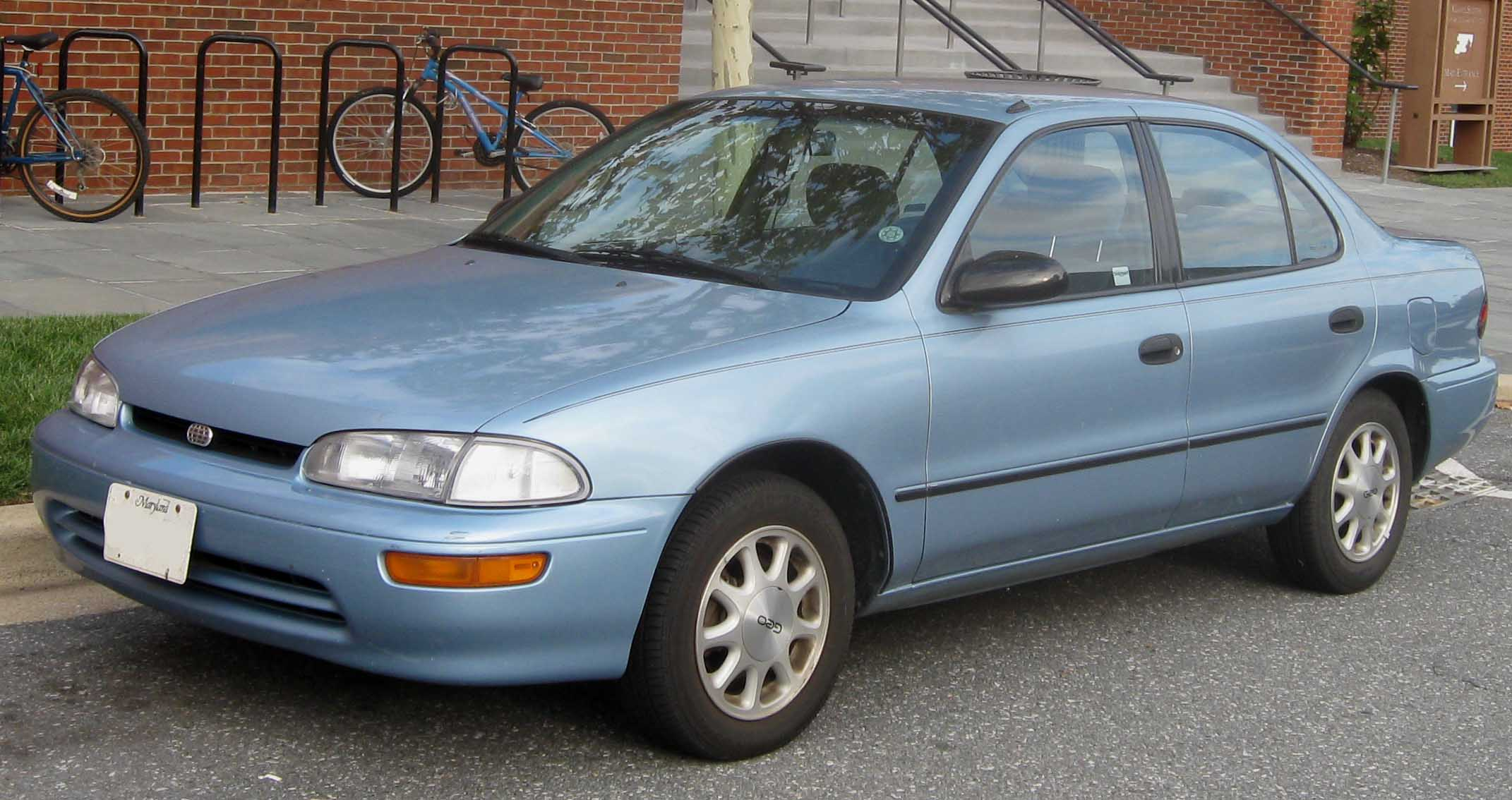
1993 és 1997 közötti Geo Prizm

A Geo Prizm egy négyajtós szedán, mely a Toyota Sprinter (a Toyota Corolla egyik változata, melyet kizárólag Japánban árultak) alapján készült és a General Motors kínálatában a Chevrolet Novát váltotta. A kocsi Fremontban, Kaliforniában, a General Motors és a Toyota közös, NUMMI nevű üzemében készült és az 1989-es és a 2002-es modellév között volt kapható. 1991-ben rövid ideig ferde hátú változat is készült belőle. Bár a Prizm kedvező fogadtatásban részesült és folyamatosan díjakat nyert a különböző szaklapoktól, az eladások tekintetében soha nem sikerült felülmúlnia az ugyanarra az alvázra épülő Toyota Corollát. Az alapváltozat mellett a Prizm elérhető volt egy gazdagabban felszerelt, LSi nevű változatban is. Utóbbit a vásárlók kérésére 1,8 literes motorral és négysebességes automata sebességváltóval szerelték. A bőrbelső szintén extraként volt rendelhető az autóhoz. 1990 és 1992 között gyártottak egy sportos változatot is, mely a GSi nevet kapta, ez jellegzetes vörös és fekete színösszeállításáról könnyen felismerhető volt. A GSi teljesítménye és felszereltsége megegyezett a Toyota Corolla GT–S-ével, ami 130 lóerőt (97 kW) jelentett.

### Spectrum

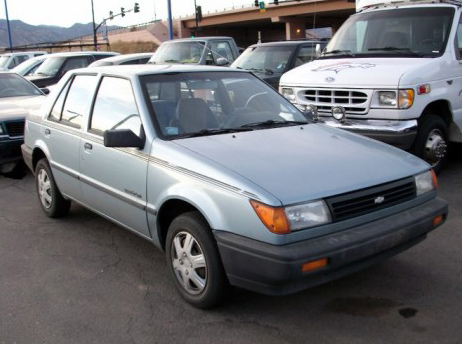
1989-es Geo Spectrum

A Geo Spectrum egy rövid ideig gyártott kisautó, mely az Isuzu I-Mark tervei alapján készült és méreteit tekintve alig volt nagyobb, mint a Geo Metro. A Spectrum 1985 és 1988 között Chevrolet márkanév alatt került a piacra, de a Geo 1989-es megalapulása után az új gyár logója került rá. Ezután mindössze egy évig folytatódott a gyártás, az 1989-es modellév végén az autó kikerült a kínálatból és helyét a szintén Isuzu alapokon nyugvó Geo Storm vette át.

### Storm

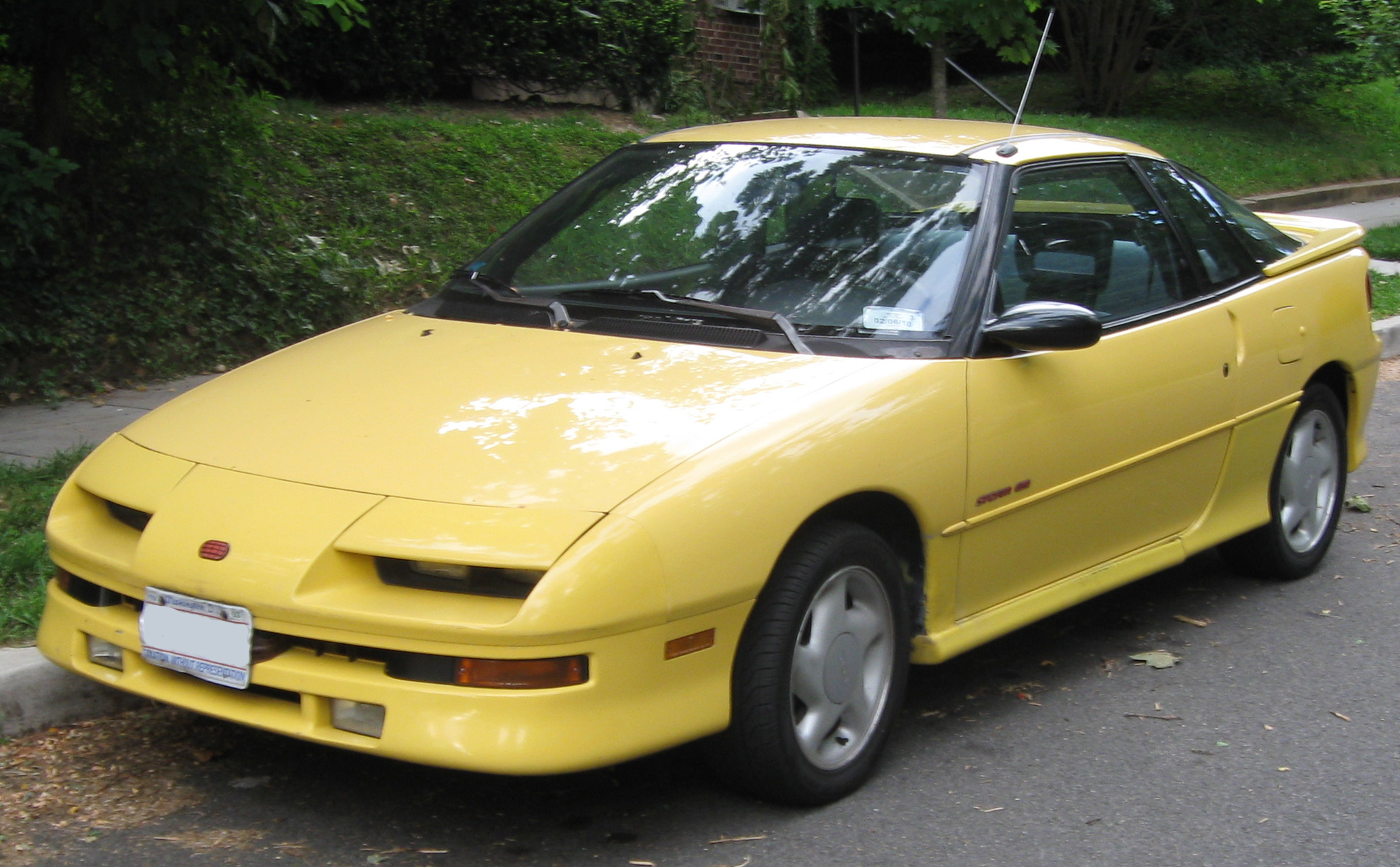
1991-es Geo Storm GSi

A Geo Storm egy sportos kisautó, mely az Isuzu Impulse alapjaira épül. A kocsi két- illetve háromajtós ferde hátú karosszériával volt kapható, melyek között mindössze annyi volt a különbség, hogy a háromajtós esetében a csomagtérajtóval együtt a hátsó ablak is felnyílt. A Storm az 1990-es modellévben jelent meg a Geo kínálatában és alap valamint GSi felszereltségben volt kapható. Az alapmodellhez választható volt háromsebességes automata vagy ötsebességes kézi sebességváltó. A GSi változatok négysebességes automata valamint ötsebességes manuális váltóval voltak elérhetőek és az alapmodellhez képest jobb irányíthatóságot, sportos hátsószárnyat, kagylóüléseket és egy erősebb DOHC (dupla hengerfej feletti vezérműtengely) motort kínált a vásárlóknak. 1992-ben mindkét változat modellfrissítésen esett át, melynek keretében kissé átalakult a kocsi eleje és hátulja. A GSi a korábbi 1,6 literes DOHC motorhoz képest erősebb, 1,8 literes erőforrást kapott és a hátsó légterelő szárny is átalakult. A kedvező eladási statisztikák ellenére a Geo Storm gyártása 1993-ban befejeződött, mivel ekkor az Isuzu felhagyott addigi modelljeinek gyártásával és inkább a terepjárók valamint a tehergépkocsik gyártására helyezte a hangsúlyt a továbbiakban. A Storm gyártása Japánban, az Isuzu üzemében folyt, így elkerülhetetlen volt, hogy a gyártó által bevezetett gyökeres változások ellehetetlenítsék a modell további gyártását. Ez volt az egyetlen teljesítményorientált sportautó a Geo márka történetében.

### Tracker

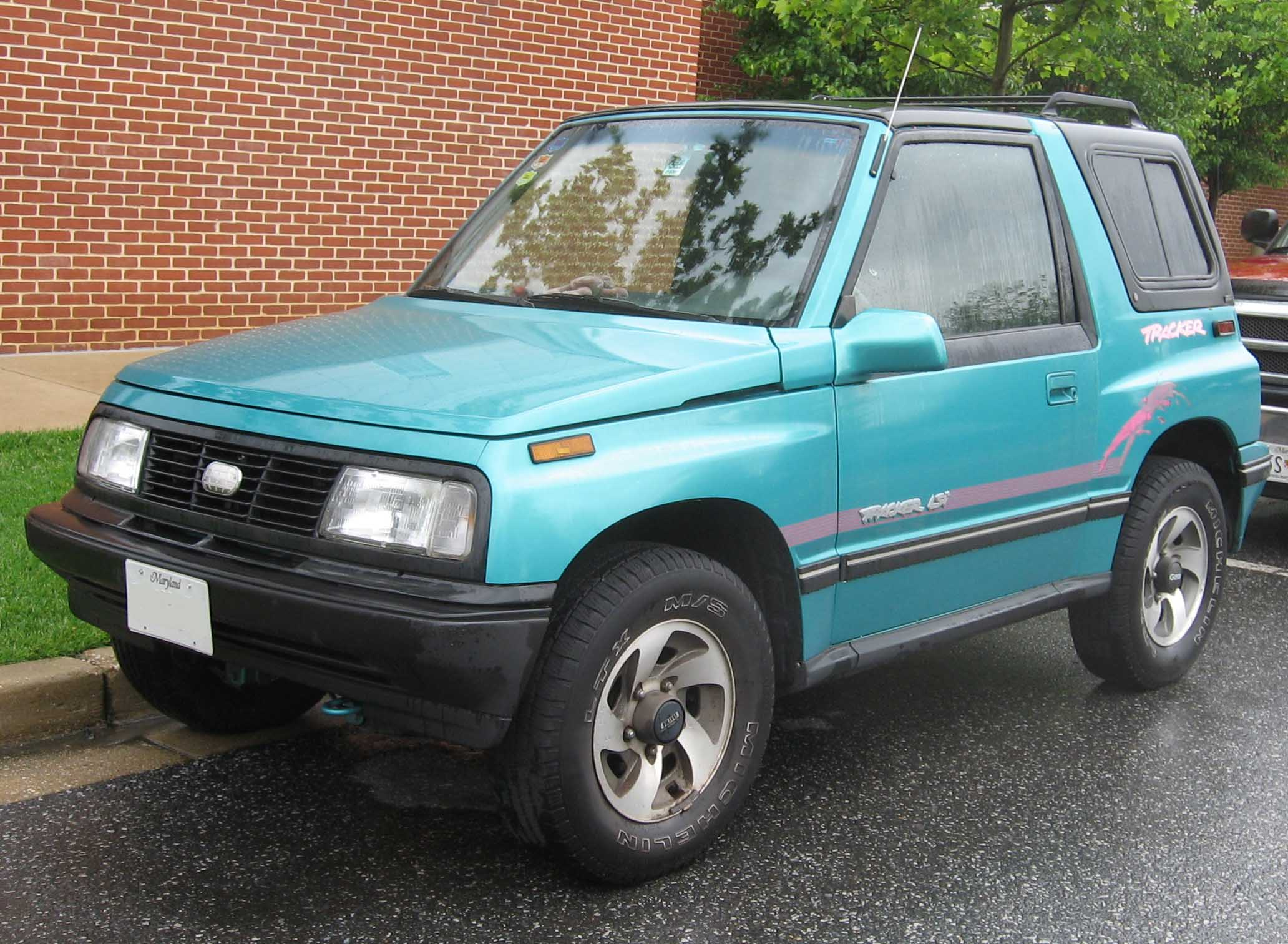
1989-es Geo Tracker

A Geo Tracker egy kisterepjáró, mely 1989-ben került bemutatásra és a Suzuki Vitara tervei alapján készült. Az autóval azokat a vásárlókat célozta meg a General Motors, akik egy, a Jeepeknél olcsóbb terepjáróra vágynak. Eleinte a Tracker kizárólag kétajtós karosszériával volt kapható, melyből volt nyitható tetejű kabrió és levehető keménytetős is. Az alapváltozat mellett egy jobban felszerelt, LSi nevű változat is elérhető volt. Az 1989 és 1990 között készült modelleket kivétel nélkül ötsebességes manuális sebességváltóval és összkerékhajtással szerelték. 1996-ban a kétajtós keménytetős változat kikerült a kínálatból, hogy helyet adjon a négyajtósnak. A négyajtós Trackerbe 95 lóerős (71 kW) motor került és négysebességes automata sebességváltóval is rendelhető volt. A kocsi a Geo márka megszűnése után 1998-tól Chevrolet márkanév alatt készült tovább, egészen 2004-ig, így ez lett a Geo leghosszabb gyártási időtartamot megélt modellje. Az 1999-es modellévben a Tracker teljes modellfrissítésen esett át, gyártásának befejezése után pedig a Chevrolet Equinox vette át a helyét, 2005-ben. A Geo Tracker mind a mai napig népszerű kisterepjárónak számít.

## Fordítás
Ez a szócikk részben vagy egészben  a   Geo (automobile) című angol Wikipédia-szócikk fordításán alapul.  Az eredeti cikk szerkesztőit annak laptörténete sorolja fel. Ez a jelzés csupán a megfogalmazás eredetét és a szerzői jogokat jelzi, nem szolgál a cikkben szereplő információk forrásmegjelöléseként.